# Donji stražnji nazupčani mišić
Donji stražnji nazupčani mišić (lat. musculus serratus posterior inferior) je mišić leđa, četverokutasta oblika. Mišić inerviraju međurebreni živci (9. – 12.). Donji stražnji nazupčani mišić pomože pri disanju (pomoćni izdisač).

## Polazište i hvatište
Mišić polazi s prsnih i slabinskih kralješaka (Th11, TH12, L1 - L3) i s lat. ligamentum supraspinale. Mišićne niti idu prema gore i lateralno i hvataju se za rebra (9. – 12.).